# ZSCAN23
ZSCAN23 (англ. Zinc finger and SCAN domain containing 23) – білок, який кодується однойменним геном, розташованим у людей на 6-й хромосомі. Довжина поліпептидного ланцюга білка становить 389 амінокислот, а молекулярна маса — 44 955.
| 10         |  | 20         |  | 30         |  | 40         |  | 50         |
| ---------- |  | ---------- |  | ---------- |  | ---------- |  | ---------- |
| MAITLTLQTA |  | EMQEGLLAVK |  | VKEEEEEHSC |  | GPESGLSRNN |  | PHTREIFRRR |
| FRQFCYQESP |  | GPREALQRLQ |  | ELCHQWLRPE |  | MHTKEQILEL |  | LVLEQFLTIL |
| PEELQAWVRQ |  | HRPVSGEEAV |  | TVLEDLEREL |  | DDPGEQVLSH |  | AHEQEEFVKE |
| KATPGAAQES |  | SNDQFQTLEE |  | QLGYNLREVC |  | PVQEIDGKAG |  | TWNVELAPKR |
| EISQEVKSLI |  | QVLGKQNGNI |  | TQIPEYGDTC |  | DREGRLEKQR |  | VSSSVERPYI |
| CSECGKSFTQ |  | NSILIEHQRT |  | HTGEKPYECD |  | ECGRAFSQRS |  | GLFQHQRLHT |
| GEKRYQCSVC |  | GKAFSQNAGL |  | FHHLRIHTGE |  | KPYQCNQCNK |  | SFSRRSVLIK |
| HQRIHTGERP |  | YECEECGKNF |  | IYHCNLIQHR |  | KVHPVAESS  |  |            |

A: Аланін

C: Цистеїн

D: Аспарагінова кислота

E: Глутамінова кислота

F: Фенілаланін

G: Гліцин

H: Гістидин

I: Ізолейцин

K: Лізин

L: Лейцин

M: Метіонін

N: Аспарагін

P: Пролін

Q: Глутамін

R: Аргінін

S: Серин

T: Треонін

V: Валін

W: Триптофан

Задіяний у таких біологічних процесах, як транскрипція, регуляція транскрипції. 
Білок має сайт для зв'язування з іонами металів, іоном цинку, ДНК. 
Локалізований у ядрі.